# Ниш у Народноослободилачкој борби
Ниш је током Априлског рата, 9. априла 1941. године, окупирала немачка Једанаеста оклопна дивизија. После окупације читаве Краљевине Југославије у Нишу је стационирана немачка 294. пешадијска дивизија, коју је у мају исте године сменила 717. посадна дивизија. Од јуна 1941. године у Нишу се налазио Штаб 809. војноуправне команде са 920. ландесшицен батаљоном и 20. експозитура групе тајне полиције. Јануара 1942. године окупацију Ниша преузеоје бугарски Први окупациони корпус, са 21. и 22. дивизијом. Тада је од немачких снага остао штаб полицијског пука са делом његових јединица.

## Покрет отпора
Илегалним покретом отпора у Нишу је руководио Месни комитет КПЈ за Ниш, који је преко партијских организација вршио саботаже и диверзије и организовано упућивао људе у партизанске одреде. Једна од најпознатијих партизанских акција у Нишу у лето 1941. године био је бомбашки напад на немачке официре у хотелу „Парк“ који је 2. августа извео Александар Војиновић, народни херој.
Важни догађаји народноослободилачке борбе у Нишу екранизовани су у филму Двобој за јужну пругу.

## Логор Црвени крст
Немци су у Нишу, августа 1941. године формирали концентрациони логор „Црвени крст“. Кроз тај логор прошло је око 30.000 људи с подручја јужне, источне и делимично западне Србије, као и севера Косова и Метохије. Око 12.000 заточеника овог логора стрељано је на брду Бубањ. Затвореници логора су 12. фебруара 1942. године голоруки напали стражу и после крваве борбе 108 затвореника је успело да побегне, док су 42 погинула. Део побеглих затвореника укључио се у Озренски и Сврљишки партизански одред, а остали су лечени у партизанским базама у околини Ниша.

## Ослобођење
Ниш је ослобођен 14. октобра 1944. године, у склопу борби вођених током Нишке операције. У граду су се налазили слабији немачки заштитни делови. Око 13 часова, 14. октобра, Десета и Дванаеста српска бригада 22. српске дивизије продрле су у јужни и југоисточни део града, затим су у град продрле Осма српска бригада 22. дивизије и 26. бригада 46. српске дивизије са југа, 23. српска бригада 45. српске дивизије са севера и, у садејству са Првим утврђеним рејоном Црвене армије са севера и бугарском Шестом дивизијом са истока, око 16 часова потпуно овладале градом.
Ослобођењем Ниша онемогућена је одступница групи армија Е долином Јужне и Велике Мораве на север и тиме је отклоњена опасност да немачке снаге угрозе позадину Прве армијске групе НОВЈ и јединица Трећег украјинског фронта Црвене армије, које су наступале ка Београду.

## Народни хероји и истакнуте личности НОП-а
- Јелисавета Андрејевић Анета
- Александар Војиновић
- Ратко Јовић
- Слободан Жилник
- Сретен Младеновић Мика
- Дринка Павловић
- Миодраг Мија Станимировић
- Милица Шуваковић